# Лепуджу-де-Жос (комуна)
Лепуджу-де-Жос (рум. Lăpugiu de Jos) — комуна у повіті Хунедоара в Румунії. До складу комуни входять такі села (дані про населення за 2002 рік):
- Баштя
- Грінд (62 особи)
- Косешть (86 осіб)
- Лепуджу-де-Жос (145 осіб) — адміністративний центр комуни
- Лепуджу-де-Сус (530 осіб)
- Лесеу (196 осіб)
- Охаба (165 осіб)
- Тею (227 осіб)
- Фінтоаг (259 осіб)
- Холдя (80 осіб)

Комуна розташована на відстані 325 км на північний захід від Бухареста, 33 км на захід від Деви, 131 км на південний захід від Клуж-Напоки, 98 км на схід від Тімішоари.

## Населення
За даними перепису населення 2002 року у комуні проживали 1750 осіб.
Національний склад населення комуни:
| Національність | Кількість осіб | Відсоток |
| -------------- | -------------- | -------- |
| румуни         | 1743           | 99,6%    |
| угорці         | 6              | 0,3%     |
| українці       | 1              | 0,1%     |

Рідною мовою назвали:
| Мова      | Кількість осіб | Відсоток |
| --------- | -------------- | -------- |
| румунська | 1748           | 99,9%    |
| угорська  | 2              | 0,1%     |

Склад населення комуни за віросповіданням:
| Релігія        | Кількість осіб | Відсоток |
| -------------- | -------------- | -------- |
| православні    | 1240           | 70,9%    |
| п'ятдесятники  | 500            | 28,6%    |
| адвентисти     | 4              | 0,2%     |
| греко-католики | 2              | 0,1%     |
| римо-католики  | 1              | 0,1%     |
| реформати      | 1              | 0,1%     |
| баптисти       | 1              | 0,1%     |
| не релігійні   | 1              | 0,1%     |